# آلدو اوسوریو
آلدو اوسوریو (انگلیسی: Aldo Osorio؛ زادهٔ ۱۲ ژوئن ۱۹۷۴) بازیکن فوتبال اهل آرژانتین است.
از باشگاه‌هایی که در آن بازی کرده‌است می‌توان به باشگاه فوتبال کروتونه، باشگاه فوتبال نیولز اولد بویز، باشگاه فوتبال لچه، باشگاه فوتبال نومانسیا، باشگاه فوتبال اتلتیکو هوراکان، و باشگاه فوتبال آرژانتینوس جونیورز اشاره کرد.